# 冲激不变法
冲激不变法是利用连续时间滤波器来设计离散时间无限冲激响应（IIR）滤波器的一种方法，这种方法中对连续时间系统的冲激响应进行采样以产生离散时间系统的冲激响应。离散时间系统的频率响应就会是连续时间系统的频率响应的位移后的拷贝之和；如果连续时间系统的频带大致限制在小于采样的奈奎斯特频率的范围内，则离散时间系统的频率响应会大致与连续系统的频带相同，低于奈奎斯特频率。

## 讨论
以 {\displaystyle T} 为采样周期对连续时间系统的冲激响应 {\displaystyle h_{c}(t)} 采样得到了离散时间系统的冲激响应 {\displaystyle h[n]}。
{\displaystyle h[n]=Th_{c}(nT)\,}
因此，该系统的频率响应为
{\displaystyle H(e^{j\omega })=\sum _{k=-\infty }^{\infty }{H_{c}\left(j{\frac {\omega }{T}}+j{\frac {2{\pi }}{T}}k\right)}\,}
如果连续时间滤波器是大致是带限的（即当 {\displaystyle |\Omega |\geq \pi /T} 时，{\displaystyle H_{c}(j\Omega )<\delta }），则每次采样的频率低于 π（即奈奎斯特频率低于 1/(2T) Hz）的离散时间系统的频率响应就会大致为连续时间系统的频率响应：
{\displaystyle H(e^{j\omega })=H_{c}(j\omega /T)\,} for {\displaystyle |\omega |\leq \pi \,}

### 与双线性变换比较
注意到会出现混叠，包含有奈奎斯特频率以下与超过该频率连续时间滤波器的非零的响应混叠。雙線性轉換使用不同的映射方法，将连续系统能够达到无限频率的频率响应，映射到在离散时间系统中至多能达到奈奎斯特频率的范围，避免了冲激不变法线性地对频率映射产生的循环混叠，从而可以替代冲激不变法。

### 系统函数中极点的效应
若连续极点位于 {\displaystyle s=s_{k}}，系统函数可以用部分分式展开写作
{\displaystyle H_{c}(s)=\sum _{k=1}^{N}{\frac {A_{k}}{s-s_{k}}}\,}
因此，使用拉普拉斯逆变换，得到冲激响应为
{\displaystyle h_{c}(t)={\begin{cases}\sum _{k=1}^{N}{A_{k}e^{s_{k}t}},&t\geq 0\\0,&{\mbox{otherwise}}\end{cases}}}
对应的离散时间系统的冲激响应定义如下
{\displaystyle h[n]=Th_{c}(nT)\,}
{\displaystyle h[n]=T\sum _{k=1}^{N}{A_{k}e^{s_{k}nT}u[n]}\,}
对离散时间冲激响应进行Z变换得到下面的离散时间系统函数
{\displaystyle H(z)=T\sum _{k=1}^{N}{\frac {A_{k}}{1-e^{s_{k}T}z^{-1}}}\,}
于是连续时间系统函数的极点被搬移到  z = eskT 处的极点。零点则不会这样简单地映射过去。

### 零极点
如果系统函数既有零点也有极点，可以用相同方式映射，但结果不再是冲激不变的结果：离散时间冲激响应不是简单地与连续时间冲激响应相等。这种方法名为匹配Z变换方法，或叫做零极点映射。对于全极点滤波器，两种方法是等价的。

### 稳定性和因果性
由于连续时间系统 s = sk 处的极点转换到离散时间系统 z = exp(skT) 处的极点， s 左半平面的极点就会映射到 z 平面的单位圆内部；所以若连续时间滤波器是因果稳定的，则离散时间滤波器也会时因果稳定的。

### 修正公式
当一个因果的连续时间冲激响应在 {\displaystyle t=0} 处不连续时，上述表达式不一致。
这是因为 {\displaystyle h_{c}(0)} 应道贡献一半的值给 {\displaystyle h[0]}。
修正为：
{\displaystyle h[n]=T\left(h_{c}(nT)-{\frac {1}{2}}h_{c}(0)\delta [n]\right)\,}
{\displaystyle h[n]=T\sum _{k=1}^{N}{A_{k}e^{s_{k}nT}}\left(u[n]-{\frac {1}{2}}\delta [n]\right)\,}
对离散时间冲激响应进行Z变换得到下面的离散时间系统函数
{\displaystyle H(z)=T\sum _{k=1}^{N}{{\frac {A_{k}}{1-e^{s_{k}T}z^{-1}}}-{\frac {T}{2}}\sum _{k=1}^{N}A_{k}}.}

### 其他来源
- Oppenheim, Alan V. and Schafer, Ronald W. with Buck, John R.  Discrete-Time Signal Processing.    Second Edition.  Upper Saddle River, New Jersey: Prentice-Hall, 1999.
- Sahai, Anant. Course Lecture. Electrical Engineering 123: Digital Signal Processing. University of California, Berkeley. 5 April 2007.